# Séisme de 1855 à Edo
Séisme de 1855 de Edo (japonais : 安政江戸地震) est un tremblement de terre qui s'est produit au Japon en 1855. De magnitude 6,9 frappe Edo (actuelle Tokyo) le 11 novembre 1855. Cent vingt tremblements de terre et secousses sont ressentis au total à Edo en 1854-1855. Le grand tremblement de terre frappe après 10 heures du soir, suivi d'environ trente répliques jusqu'à l'aube. L'épicentre se trouve près de l'embouchure de l'Ara-kawa. Les documents de l'époque indiquent 6 641 morts à l'intérieur de la ville, et 2 759 blessés. La plus grande partie de la ville est détruite par un incendie, ce qui conduit beaucoup de gens à rester dans des auberges rurales. Les répliques se poursuivent pendant vingt jours.